# Južnoazerbajdžanski jezik
Južnoazerbajdžanski jezik (ISO 639-3: azb; torki), turkijski jezik kojim danas govori preko 12 milijuna ljudi u Iranu, Iraku, Afganistanu, Turskoj i Siriji. 
Većina govornika živi na području sjevernog Irana, 11 200 000 (Johnstone and Mandryk 2001). Druga značajna skupina od 600 000 govornika živi u Iraku u području Kirkuka i drugim dijelovima (Mosul). U Turskoj ih ima 530 000 u provinciji Kars. U Siriji ga govori tek 30 000 (popis 1961.) i nešto u Afganistanu, etnička grupa poznata kao Afšari.
Južnoazerbajdžanski ima cijeli niz dijalekata: aynallu (inallu, inanlu), karapapakh, tabriz, afshari (afshar, afsar), shahsavani (shahseven), moqaddam, baharlu (kamesh), nafar, qaragozlu, pishagchi, bayat, qajar.

## Vanjske poveznice
- Ethnologue (14th)
- Ethnologue (15th)